# Hôtel de Clercx d'Aigremont
L'hôtel de Clercx d'Aigremont est un ancien hôtel particulier du XVIIIe siècle situé en Belgique à Liège, aux nos 27-29-31 de la rue Saint-Paul.

## Historique
L'hôtel de Clercx d'Aigremont, situé rue Saint-Paul à Liège, fut d'abord la propriété de Jean-Guillaume-Joseph Clercx (1728-1779), bourgmestre de Liège en 1770, et de son épouse, Marguerite-Thérèse de Hayme. Les initiales et armes du couple sont visibles à plusieurs endroits : sur la façade à rue au-dessus du portail d'entrée, sur la façade intérieure et sur la rampe d'escalier en fer forgé du grand vestibule.
Jusqu'en 1858, la famille de Clercx reste propriété du bâtiment. Marie-Elisabeth Lambertine de Clercx d'Aigremont le cède cette année-là au commissaire expéditeur, Louis Raskin. Le bien reste dans la famille Raskin jusqu’en 2008.
À la fin du XIXe siècle, le rez-de-chaussée est transformé en commerce alors que le reste de l'immeuble conserve sa fonction de logement. Le 15 septembre 1976, un incendie, originaire de la pizzeria installée au rez-de-chaussée, ravage une partie du bâtiment qui est progressivement déserté. Afin d'éviter sa destruction, les autorités communales font aussitôt procéder au classement de l'immeuble qui sera arrêté en 1977. Il sera laissé complètement à l'abandon à partir de 2008.
Depuis son rachat le 24 septembre 2010 par Stéphan Uhoda, un vaste projet de restauration est envisagé. Les travaux, confiés à l'architecte Paul Hauteclerc, qui prévoit entre autres la restauration des façades débutent en 2016 et devraient s’achever en 2018. Le coût de la restauration est estimée à 1 511 445 €.
L'objectif est de rendre ses lettres de noblesse à l'hôtel de maître et de réaffecter le bâtiment en hôtel de charme doublé de salles de réception.

## Classement
L'hôtel de Clercx d'Aigremont (façades, toitures, cage d'escalier, entièreté du volume intérieur ainsi que les caves) est classé au Patrimoine immobilier de la Région wallonne le 25 octobre 1977 mais un arrêt du Conseil d'État du 24 juin 1980 annule une partie de l'arrêté de classement qui correspondait aux caves et à l’entièreté du volume intérieur de l'immeuble.

## Architecte
L'architecte serait Barthélemy Digneffe (1724-1784). Un dessin conservé dans les archives des anciens propriétaires est à mettre en parallèle avec un dessin conservé aux Pays-Bas (archives du château de Hoensbroek) signé Digneffe. La comparaison des deux dessins permet, sinon d'attribuer avec certitude, de supposer que l'auteur des deux dessins est le même. Le papier et la technique d'aquarelle ainsi que le fond rosé sont identiques. Les détails d'architecture sont semblables. Certains bâtiments liégeois lui sont attribués comme l'hôtel de Hayme de Bomal construit pour Jean-Baptiste de Hayme de Bomal, beau-frère de Jean-Guillaume Clercx.